# Ronaldo Henrique Silva
Ronaldo Henrique Silva (født 10. april 1991) er en brasiliansk fodboldspiller.
Han har spillet for flere forskellige klubber i sin karriere, herunder Yokohama FC.